# National Soccer League 1999-00
La National Soccer League 1999-00 fue el vigésimo cuarto campeonato de la National Soccer League, la liga de fútbol profesional en Australia. Estuvo organizada por la Federación de Fútbol de Australia (FFA). Este campeonato estuvo integrado por 16 clubes.
Durante la temporada regular, los clubes disputaron 34 partidos, siendo el Perth Glory el que más puntos acumuló, con un total de 64, seguido por el South Coast Wolves con 60. Los seis primeros equipos con mejores puntajes clasificaron a una fase eliminatoria, para definir a los dos finalistas del certamen. El Perth Glory y Wollongong Wolves fueron los dos clubes que llegaron a la final.
El partido de la final se jugó a las 12:00 hora de Australia y fue dirigido por el árbitro Eddie Lennie. El encuentro finalizó 3-3, con goles de Despotovski, Milicevic y Harnwell para el Perth Glory, y Chipperfield, Horsley y Reid para Wollongong Wolves. En la tanda desde el punto penal, los de Perth Glory erraron tres disparos, mientras que el equipo adversario solo falló en dos ocasiones. De esta manera el Wollongong Wolves ganó el campeonato. El máximo anotador del certamen fue Damian Mori con 22 goles.

## Equipos participantes
| - Marconi Stallions - Wollongong Wolves - Adelaide Force - Gippsland Falcons - Sydney Olympic FC - Brisbane Strikers FC - Carlton SC - Northern Spirit FC | - Football Kingz - Canberra Cosmos - South Melbourne FC - Melbourne Knights - Newcastle Breakers - Perth Glory FC - Sydney United - Parramatta Power FC |

## Clasificación
| Posición              | Equipo             | PJ | PG | PE | PP | GF | GC | GD  | Puntos |
| --------------------- | ------------------ | -- | -- | -- | -- | -- | -- | --- | ------ |
| 1                     | Perth Glory        | 34 | 19 | 7  | 8  | 60 | 42 | +18 | 64     |
| 2                     | Wollongong Wolves  | 34 | 17 | 9  | 8  | 72 | 44 | +28 | 60     |
| 3                     | Carlton S.C.       | 34 | 17 | 7  | 10 | 55 | 39 | +16 | 58     |
| 4                     | Adelaide Force     | 34 | 16 | 8  | 10 | 57 | 37 | +20 | 56     |
| 5                     | Sydney Olympic     | 34 | 16 | 7  | 11 | 56 | 40 | +16 | 55     |
| 6                     | Marconi Fairfield  | 34 | 16 | 7  | 11 | 53 | 49 | +4  | 55     |
| 7                     | Newcastle Breakers | 34 | 14 | 9  | 11 | 44 | 44 | 0   | 51     |
| 8                     | Football Kingz FC  | 34 | 15 | 5  | 14 | 57 | 59 | -2  | 50     |
| 9                     | Brisbane Strikers  | 34 | 13 | 10 | 11 | 46 | 40 | +6  | 49     |
| 10                    | South Melbourne    | 34 | 14 | 7  | 13 | 55 | 51 | +4  | 49     |
| 11                    | Parramatta Power   | 34 | 14 | 5  | 15 | 52 | 47 | +5  | 47     |
| 12                    | Melbourne Knights  | 34 | 13 | 6  | 15 | 44 | 57 | -13 | 45     |
| 13                    | Northern Spirit    | 34 | 11 | 3  | 20 | 41 | 58 | -17 | 36     |
| 14                    | Canberra Cosmos    | 34 | 9  | 9  | 16 | 44 | 64 | -20 | 36     |
| 15                    | Gippsland Falcons  | 34 | 7  | 8  | 19 | 23 | 49 | -26 | 29     |
| 16                    | Sydney United      | 34 | 5  | 5  | 24 | 19 | 58 | -39 | 20     |
| Estadísticas finales. |                    |    |    |    |    |    |    |     |        |

| Nota: | A diferencia de otros torneos, cada victoria equivale a 3 puntos. |
|       |                                                                   |
|       | Clubes clasificados a una ronda eliminatoria.                     |
|       | Equipo clasificado al Campeonato de Clubes de Oceanía 2001.       |

## Finales

### Eliminatorias finales
- Marconi-Fairfield 0-1 Carlton[5]
- Carlton 2-0 Marconi-Fairfield[5]
- Sydney Olympic 4-1 Adelaide Force[5]
- Adelaide Force 1-2 Sydney Olympic[5]

### Semifinales
- Wollongong 1-0 Perth Glory.[5]
- Perth Glory 2-0 Wollongong.[5]

- Carlton SC 2-1 Sydney Olympic.[6]

### Final preliminar
- Wollongong Wolves 2-1 Carlton SC.[7]

### Gran final
| 11 de junio de 2000 12:00 AWST | Perth Glory                                                                                         | 3-3 (4 – 2 p.)             | Wollongong Wolves                                                                              | Subiaco Oval, Perth                                      |                                                          |
|                                | Despotovski 20' - Milicevic 33' - Harnwell 42'                                                      | Reporte                    | Chipperfield 56' - Horsley 69' - Reid 89'                                                      | Asistencia: 43 242 espectadores Árbitro(s): Eddie Lennie | Asistencia: 43 242 espectadores Árbitro(s): Eddie Lennie |
|                                | | Tiros desde el punto penal |                                                                                                |                                                          |                                                          |
|                                | - Trajkovski - Harnwell - Schwertz - Naven - Wehrman - Edgar Aldrighi - Edwards - Milicevic - Afkos |                            | - Young - Robertson - Ceccoli - Pogliacomi - Petrovski - Horsley - Mennillo - Petrovski - Reid |                                                          |                                                          |

## Tabla de goleadores
| Jugador                        | Equipo                | Goles |
| ------------------------------ | --------------------- | ----- |
| Damian Mori                    | Perth Glory           | 22    |
| Michael Curcija                | South Melbourne       | 19    |
| Pablo Cardozo                  | Sydney Olympic        | 19    |
| Stuart Young                   | Wollonong City Wolves | 17    |
| John Bounavoglia               | Newcastle Breakers    | 16    |
| Alex Moreira                   | Carlton SC            | 15    |
| Andrew Marth                   | Carlton SC            | 14    |
| Zeljko "Sean" Babic            | Marconi-Fairfield     | 14    |
| Saso Petrovski                 | Wollonong City Wolves | 14    |
| Paul Foster                    | Brisbane Strikers     | 13    |
| Con Boutsianis                 | Perth Glory           | 13    |
| Alistair Edwards               | Perth Glory           | 13    |
| Ivo de Jesus                   | Canberra Cosmos       | 12    |
| Scott Chipperfield             | Wollonong City Wolves | 12    |
| Claudio Pelosi                 | Adelaide City Force   | 11    |
| Aaron Silva                    | Football Kingz        | 11    |
| Adrian Cervinski               | Melbourne Knights     | 11    |
| Mile Sterjovski                | Parramatta Power      | 11    |
| Joel Griffiths                 | Parramatta Power      | 11    |
| Esala Masi                     | Wollonong City Wolves | 11    |
| Estadísticas finales de goleo. |                       |       |

## Premios
- Jugador del año: Scott Chipperfield (Wollongong Wolves).[8]
- Jugador del año categoría sub-21: Ivan Ergic (Perth Glory).[8]
- Goleador del torneo: Damian Mori (Adelaide City - 21 goles).[8]
- Director técnico del año: Bernd Stange (Perth Glory).[8]